# Richard Jackett
Richard "Dick" Jackett (Falmouth, Cornualla, 1881 - Falmouth, 27 de juliol de 1960) va ser un jugador de rugbi britànic que va competir a primers del segle xx. El 1908 va guanyar la medalla de plata en la competició de rugbi dels Jocs Olímpics de Londres. Era germà del també jugador de rugbi Edward Jackett.